# Тавель (річка)
Тавє́ль (крим. Tavel) — маловодна річка в Україні, у Сімферопольському районі Автономної Республіки Крим. Ліва притока річки Салгир (басейн Азовського моря).

## Опис
Довжина річки приблизно 11,55 км, найкоротша відстань між витоком і гирлом — 10,73  км, коефіцієнт звивистості річки — 1,08 . Формується багатьма безіменними струмками та загатами.

## Розташування
Бере початок між хребтами Кіпсок та Узункран. Тече переважно на північний схід через Краснолісся (до 1948 року — Тавєль, крим. Tavel)  і у селі Добре (до 1948 — Мамут-Султан, крим. Mamut Sultan)  впадає у річку Салгир.
Населені пункти вздовж берегової смуги: Мраморне (до 1948 року — Буюк-Янкой, крим. Büyük Yanköy) .

## Цікавий факт
- На правому березі річки неподалік розташовані Мармурова печера[2] та джерело Мурза-Чокрак[3].
- У селі Добре річку перетинає автошлях М18 — автомобільний шлях міжнародного значення на території України (Харків — Сімферополь — Алушта — Ялта) .